# Pavel Šrom
Pavel Šrom (* 30. května 1954) je český herec. Jeho manželkou byla Helena Friedrichová.

## Herecká filmografie
- Ten lokaj (1991)
- Pomalé šípy (TV seriál) (1993)
- Malostranské humoresky (1995)
- Z pekla štěstí 2 (2001)
- Jiný člověk (2003)
- Ordinace v růžové zahradě (TV seriál) (2005)
- 100 + 1 princezna (2006)
- Vesnice roku (studentský film) (2011)

## Dabing
Od roku 1989 se věnuje také dabingu, jeho hlasem promlouvá například Bruce Banner ve filmové sérii Marvel Cinematic Universe. Do 21. řady rovněž daboval postavu Kylea Broflovskiho v animovaném seriálu Městečko South Park. Do češtiny namlouval i Joea Swansona v seriálu Griffinovi, daboval také v seriálu Tučňáci z Madagaskaru. Jako dabér vytvořil pro české znění velké množství rolí.